# Puchar Kontynentalny w kombinacji norweskiej 1994/1995
Sezon 1993/1994 Pucharu Kontynentalnego w kombinacji norweskiej rozpoczął się 4 grudnia 1994 w norweskim Lillehammer, zaś ostatnie zawody z tego cyklu odbyły się 26 marca 1995 w słowackim Štrbskim Plesie. W kalendarzu znalazło się jedenaście zawodów, wszystkie rozegrane zostały metodą Gundersena.
Pierwotnie cykl ten nosił nazwę Pucharu Świata B, jednak w 2008 roku zmieniono ją na Puchar Kontynentalny. Tytułu najlepszego zawodnika bronił Norweg Glenn Skram. W sezonie tym najlepszy okazał się Szwajcar Markus Wüst.

## Kalendarz i wyniki
| Lp  | Data             | Miejscowość          | Konkurencja         | 1. miejsce          | 2. miejsce          | 3. miejsce      |
| --- | ---------------- | -------------------- | ------------------- | ------------------- | ------------------- | --------------- |
| 1.  | 4 grudnia 1994   | Lillehammer          | Gundersen K90/15 km | Halldor Skard       | Tapio Nurmela       | Jens Deimel     |
| 2.  | 11 grudnia 1994  | Vuokatti             | Gundersen K90/15 km | Halldor Skard       | Hannu Manninen      | Kristian Hammer |
| 3.  | 18 grudnia 1994  | Vuokatti             | Gundersen K90/15 km | Halldor Skard       | Christoph Eugen     | Hannu Manninen  |
| 4.  | 5 stycznia 1995  | Oberhof              | Gundersen K90/15 km | Enrico Heisig       | Günter Csar         | Jermund Lunder  |
| 5.  | 8 stycznia 1995  | Schwarzach im Pongau | Gundersen K90/15 km | Knut Borge Andersen | Sylvain Guillaume   | Kenneth Braaten |
| 6.  | 15 stycznia 1995 | Breitenwang          | Gundersen K90/15 km | Tim Tetreault       | Georg Riedelsperger | Sepp Buchner    |
| 7.  | 29 stycznia 1995 | Mayrhofen            | Gundersen K90/15 km | Markus Wüst         | Falk Schwaar        | Sepp Buchner    |
| 8.  | 12 lutego 1995   | Lake Placid          | Gundersen K90/15 km | Zbyněk Pánek        | Gard Myhre          | Ladislav Rygl   |
| 9.  | 18 lutego 1995   | Calgary              | Gundersen K90/15 km | Armin Krügel        | Shinsuke Ishida     | Zbyněk Pánek    |
| 10. | 23 marca 1995    | Szczyrk              | Gundersen K90/15 km | Markus Wüst         | Gard Myhre          | Zbyněk Pánek    |
| 11. | 26 marca 1995    | Szczyrbskie Jezioro  | Gundersen K90/15 km | Jan Krotil          | Markus Wüst         | Ricardo Stärker |

## Klasyfikacje
| Lp. | Zawodnik       | Punkty |
| 1.  | Markus Wüst    | 172    |
| 2.  | Zbyněk Pánek   | 147    |
| 3.  | Sepp Buchner   | 122    |
| 4.  | Enrico Heisig  | 119    |
| 5.  | Falk Schwaar   | 117    |
| 6.  | Gard Myhre     | 113    |
| 7.  | Roland Braun   | 112    |
| 8.  | Jermund Lunder | 111    |
| 9.  | Günter Csar    | 100    |
| 10. | Enrico Franke  | 99     |